# (5628) Preussen
(5628) Preussen (1991 RP7) – planetoida z pasa głównego asteroid okrążająca Słońce w ciągu 4,58 lat w średniej odległości 2,75 j.a. Odkryta 13 września 1991 roku.